# Yongping

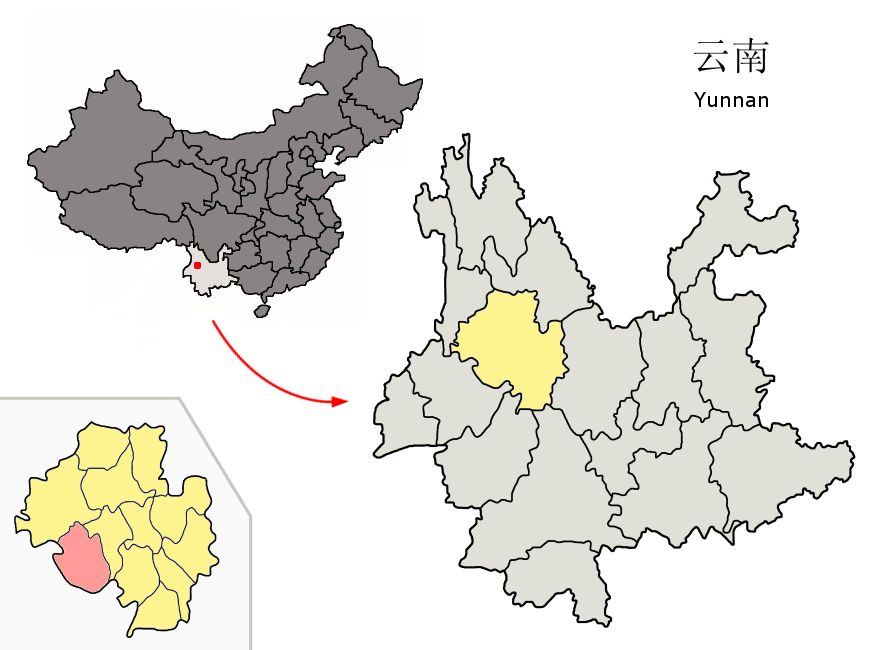
Lage des Kreises Yongping (rosa) im autonomen Bezirk Dali der Bai (gelb)

Der Kreis Yongping (永平县,  Yǒngpíng Xiàn) ist ein Kreis des autonomen Bezirks Dali der Bai in der chinesischen Provinz Yunnan. 
Er hat eine Fläche von 2.790 km² und 164.613 Einwohner (Stand: Zensus 2020). Sein Hauptort ist die  Großgemeinde Bonan (博南镇).

## Administrative Gliederung
Auf Gemeindeebene setzt sich der Kreis aus drei Großgemeinden und fünf Gemeinden (davon vier Nationalitätengemeinden) zusammen. Diese sind:
- Großgemeinde Bonan 博南镇
- Großgemeinde Shanyang 杉阳镇
- Großgemeinde Longjie 龙街镇

- Gemeinde Longmen 龙门乡
- Gemeinde Yonghe der Yi 永和彝族乡
- Gemeinde Changjie der Yi 厂街彝族乡
- Gemeinde Shuixie der Yi 水泄彝族乡
- Gemeinde Beidou der Yi 北斗彝族乡